# Nanao Haruhi
Nanao Haruhi (七緒 はるひ sinh ngày 11 tháng 2, 1973) là một nữ diễn viên lồng tiếng người Nhật Bản nguyên quán ở Tokyo. Cô hiện đang làm việc trong 81 Produce. Trước đây cô sử dụng tên thật Terada Haruhi (寺田 はるひ) khi tham gia diễn xuất.
Khi cha cô là Terada Yojiro và mẹ cô ly hôn vào năm 2014, Haruhi cải họ cha sang họ mẹ là Nanao.

## Vai lồng tiếng

### Animetruyền hình
- Ah My Buddha - Sakura Sugai
- Ai Tenchi Muyo! - Ayeka Masaki Jurai[2]
- Air Gear - Ikki (young)
- Ashita no Nadja - Madam Reinhardt
- Bakugan: Gundalian Invaders - Fabia Sheen
- Battle Vixens - Kaku Bunwa
- Beast Wars II: Super Life-Form Transformers - Navichan
- Bomberman Jetters - Louie/Momochan
- C – Control – The Money and Soul of Possibility - Hanabi's Mother
- Cross Fight B-Daman - Kakeru's Mother
- Deltora Quest - Queen Sharn
- Detective Conan - Kaoru Hayashi, Sumika Konno
- Digimon series
  - Digimon Adventure - Pumpkinmon
  - Digimon Data Squad - Piyomon
  - Digimon Frontier - Calmaramon, Ranamon
  - Digimon Tamers - Ai
- Dragonar Academy - Angela Cornwell
- Elemental Gelade - Eve
- Elf-ban Kakyūsei - Ai's Mother
- Fate/kaleid liner Prisma Illya series - Sella
- Fate/stay night: Unlimited Blade Works - Sella
- Fruits Basket - Kana Sohma; Kisa's Mother
- Full Moon o Sagashite - Sasaki
- Fushigiboshi no Futagohime - Camellia; Hanan; Nalro
- Futari wa Pretty Cure Max Heart - Hikaru Kujo; Nonomiya
- Future Card Buddyfight - Halberd Dragon; Hanae Jūmonji; Kyōya Gaen; Ryōmi Mikado; Stella Watson; Suzumi Mikadō
- Ghost Hunt - Noriko Morishita
- Gintama - Ofusa (Eps. 51-52)
- Glass Mask - Namie Tamura; Ragneid; Sugiko Yamashita
- Great Teacher Onizuka - Momoi
- Gurren Lagann - Cybela Coutaud
- Hell Girl - Ryoko's Mother (Ep. 2)
- Hibike! Euphonium - Akiko Ōmae
- Hikarian - Anna Michi; Dojiras (second voice); Fuji; Hitachi Green; Thunderbird; Tsubasa (second voice)
- Kamisama Hajimemashita @ - Kirihito's Mother (Ep. 4)
- Kiba - Morina
- Kindaichi Case Files - Shigure Asagi (Ep. 101)
- Kyo Kara Maoh! - Nina
- Legendz - Chiagall
- Minami-ke: Okaeri - Ms. Kumada
  - Minami-ke: Okawari - Ms. Kumada
- Mitsudomoe Zōryōchū! - Ms. Kaieda
- Monster - Izzy
- Naruto - Tsunade (young)
  - Naruto Shippūden - Rin Nohara, Tsunade (young)
- Nazotoki-hime wa Meitantei - Miho Narukami
- Noramimi - Satoshi (Ep. 10)
- Ojarumaru - Arisa; Hifumi; Hoshino's Mama (third voice); Kaminariakane; Kintarou's Mama; Komachi Mama; Ojarumaru's Mother; Ushiko
- One Piece - Dip, Pepper
- A Penguin's Troubles - Matsuura
- The Prince of Tennis - Yūki Akutsu
- Red Garden - Kate's Mother
- Ristorante Paradiso - Olga
- R.O.D the TV - Haruhi's Manager (Ep. 10)
- Rosario + Vampire - Kasumi Aono
  - Rosario + Vampire Capu2 - Kasumi Aono
- Saiyuki - Qiuhua (Ep. 19)
  - Saiyuki Reload - Minto (Ep. 13)
- Samurai 7 - Shika (Eps. 11, 17, 26)
- Shiawase Sou no Okojo-san - Narrator
- Shōnen Hollywood -Holly Stage for 50- - Saori Kazehara
- Shōnen Onmyōji - Tatsuki, Utsugi
- Tenjho Tenge - Emi Isuzu
- Tokyo Underground - Ruri Sarasa
- Wan Wan Celeb Soreyuke! Tetsunoshin - Victora, Kaoruko Inuyama
- Welcome to Irabu's Office - Mrs. Ikeyama (Ep. 5)
- Yoake Mae yori Ruriiro na - Haruhi Takamizawa
- Yu-Gi-Oh! Duel Monsters - Mai Kujaku
- Yume Tsukai - Yūko Aomori (Ep. 3)
- Zatch Bell! - Djem; Kazu; Waifu
- Zoids: Fuzors - Lillin

### Phim anime điện ảnh
- Digimon Frontier: Island of Lost Digimon - Ranamon
- Gurren Lagann the Movie – The Lights in the Sky Are Stars - Cybela Coutaud
- Naruto the Movie 3: Guardians of the Crescent Moon Kingdom - Karenbana
- Naruto Shippuden the Movie: The Will of Fire - Rin

### Lồng tiếng phim
- 24 - Carla Mattheson, Meredith Michelle Reed
- The Brothers Grimm - Greta
- Buffy the Vampire Slayer - Dawn Summers
- Bully - Claudia
- College Road Trip - Trey Porter
- Date Movie - Betty Jones
- Deck the Halls - Ashley Hall
- Drop Dead Diva - Stacy Barrett
- Episodes - Carol Rance
- Gone Girl - Ellen Abbott
- Invader Zim - Gaz
- Jimmy Neutron: Boy Genius - Britney
- Kick Buttowski: Suburban Daredevil - Jackie "Wacky" Wackerman
- Like Mike - Reg Stevens
- The Lookout - Luvlee Lemons
- Merlin's Apprentice - Brianna
- Nikita - Leela Kantaria
- Prom Night - Donna Keppel
- The Reef - Kate
- Rizzoli & Isles - Courtney Brown
- See No Evil - Kira Vanning
- Skyline - Candice
- Wild Things: Diamonds in the Rough - Jenny Bellamy